# Dusona leptogaster
Dusona leptogaster là một loài tò vò trong họ Ichneumonidae.